# بلدية كريمولدا
بلدية كريمولدا هي بلدية في لاتفيا، بلغ عدد سكانها 4٬969  نسمة، في 2017، عاصمتها Ragana, Latvia ‏.

## الموقع
تشترك في الحدود مع:
- بلدية ليمباجي
- بلدية سيغولدا
- بلدية إنكوكالنز
- بلدية ليغاتن
- بلدية بارغويا  [لغات أخرى]‏
- بلدية سييا.

## التقسيمات الإدارية
- Krimulda Parish [الإنجليزية]‏
- Lēdurga Parish [الإنجليزية]‏.